# Тимбирас

Тимбирас на карте штата.

Тимбирас (порт. Timbiras) — муниципалитет в Бразилии, входит в штат Мараньян. Составная часть мезорегиона Восток штата Мараньян. Входит в экономико-статистический микрорегион Кодо. Население составляет 27 997 человек на 2010 год. Занимает площадь 1486,584 км². Плотность населения — 18,83 чел./км².
Праздник города — 5 апреля.

## История
Город основан 5 апреля 1920 года.

## Демография
Согласно сведениям, собранным в ходе переписи 2010 г. Национальным институтом географии и статистики (IBGE), население муниципалитета составляет:
| Полное население                               | Полное население                               | Полное население                               | Полное население                               | 27 997 |
| ---------------------------------------------- | ---------------------------------------------- | ---------------------------------------------- | ---------------------------------------------- | ------ |
| в том числе:                                   | Городское население                            | 17 471                                         | Процент городского населения, %                | 62,40  |
|                                                | Сельское население                             | 10 526                                         | Процент сельского населения, %                 | 37,60  |
|                                                | Мужское население                              | 14 092                                         | Процент мужского населения, %                  | 50,33  |
|                                                | Женское население                              | 13 905                                         | Процент женского населения, %                  | 49,67  |
| Плотность населения, чел/км²                   | Плотность населения, чел/км²                   | Плотность населения, чел/км²                   | Плотность населения, чел/км²                   | 18,83  |
| Население муниципалитета в % к населению штата | Население муниципалитета в % к населению штата | Население муниципалитета в % к населению штата | Население муниципалитета в % к населению штата | 0,43   |

По данным оценки 2021 года, население муниципалитета составляет 29 241 житель.

## Статистика
- Валовой внутренний продукт на 2014 год составляет 118 261,00 реалов (данные: Бразильский институт географии и статистики)[1].
- Валовой внутренний продукт на душу населения на 2014 год составляет 4157,98 реалов (данные: Бразильский институт географии и статистики)[1].
- Индекс человеческого развития на 2010 год составляет 0,537 (данные: Программа развития ООН)[2].

## Ссылки

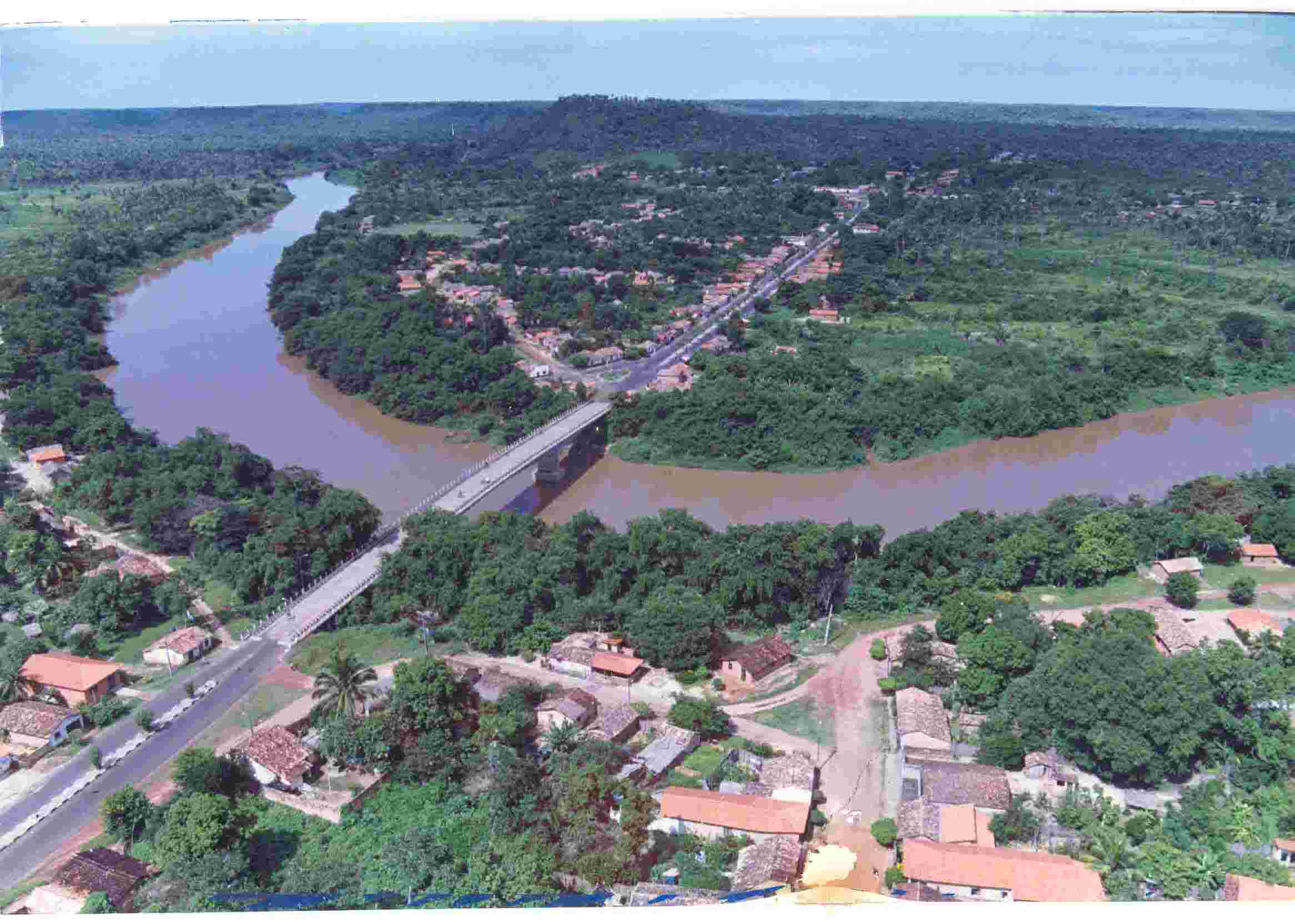
Мост

## География
Климат местности: экваториальный.